# Заколот на Меркурії
«Заколот на Меркурії» (англ. Mutiny on Mercury) — науково-фантастичне оповідання Кліффорда Сімака. Перша публікація: березень 1932 року, журнал «Wonder Stories».
У роботі письменник вперше серед фантастів застосовує поняття «атомний пістолет», кулі якого повністю знищують живу матерію, через що Сімака вважають винахідником ідеї даної технології .   
«Том навів пістолет на групу селенітів і натиснув на спусковий гачок. Прозвучав різкий зловіщий гуркіт. Селеніт, який очолював  ватагу, зник, залишивши після себе хмарку білого пилу, а його занесена вгору лопата з брязкотом впала на землю. Навіть тупоголові селеніти не могли встояти перед цим пістолетом, який з кожним звуком щоразу перетворював когось з них в жменьку попелу.» — Кліффорд Сімак «Заколот на Меркурії», 1932

## Сюжет
Земля тримає кварцяні шахти на Меркурії. Робітниками, в основному, є селеніти (жителі Місяця) та марсіани, їхніми наглядачами — земляни. Селеніти — тупоголові та дебелі істоти, марсіани — жовтошкірі, з вісьмома кінцівками і жахливими бородавками є залишками давньої великої цивілізації, відомі своїми зрадами інших жителів Сонячної системи. Політика «справедливості» Землі все ж полягає в тому, щоб найняти на кожну шахту по кілька марсіан для того, щоб уникнути політичних проблем. Головний песонаж Том не погоджується з цією політикою і хоче знищити всіх марсіан.
На шахті Номер Дев'ять вибухнуло повстання. Марсіани і селеніти підняли заколот, не бажаючи миритися зі своїм підлеглим становищем. Герой використовує у боротьбі з повстанцями давню реліквію свого вбитого друга — древній меч. Бунт, організований і піднятий на кожній шахті Меркурія, всюди зазнав краху.
Коли історія закінчується, єдиним живим персонажем залишається Том.

## Персонажі
1. Том Кларк — геолог,  єдиний живий землянин на Меркурії після повстання марсіан.
2. Марсіанин — заколотник, якого Тому вдалося взяти в заручники, вбитий ним же.